# Elmira Schamiljewna Alembekowa

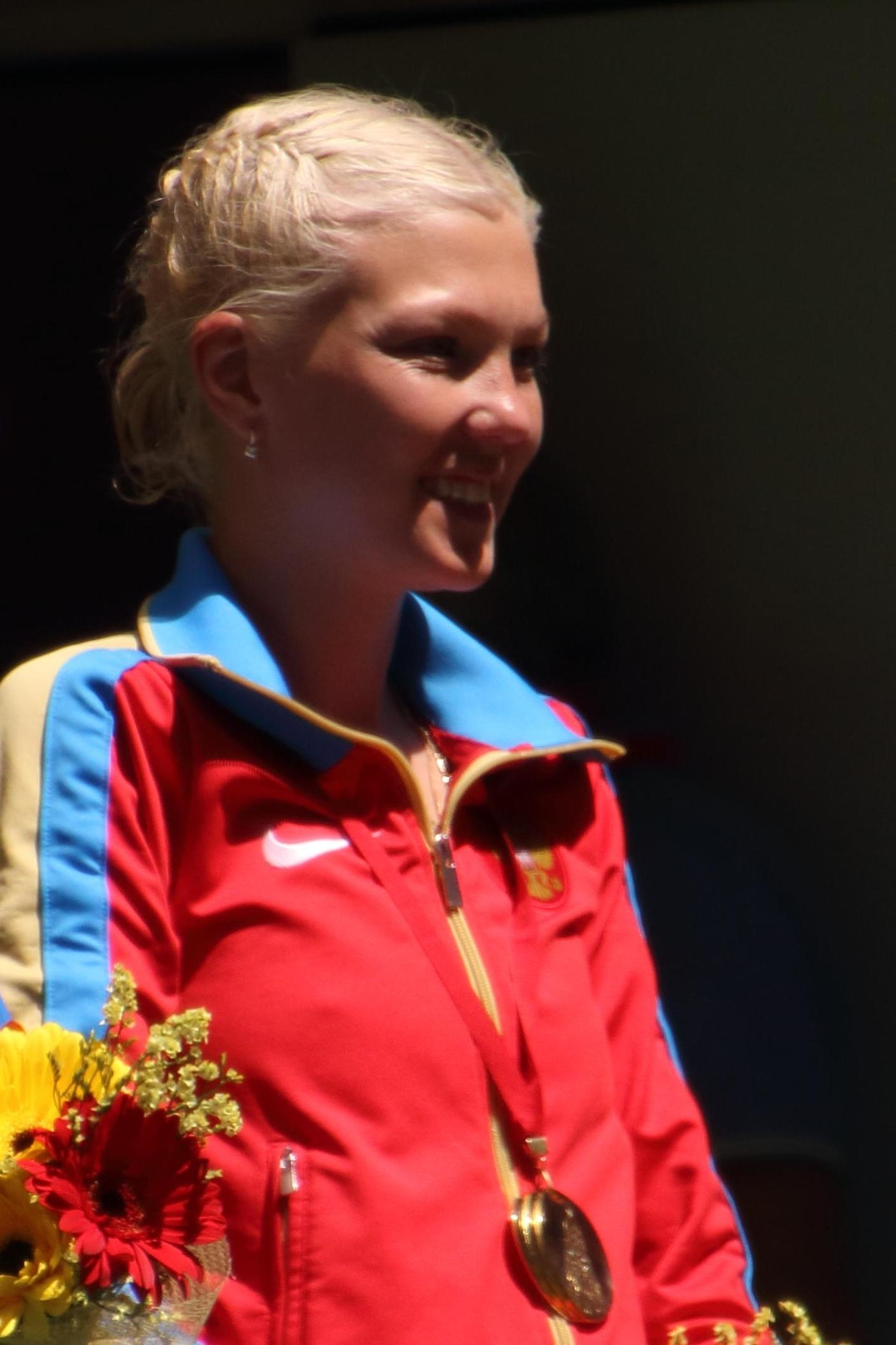
Elmira Alembekowa (2015)

Elmira Schamiljewna Alembekowa (russisch Эльмира Шамильевна Алембекова, engl. Transkription Elmira Alembekova; * 30. Juni 1990) ist eine russische Geherin.
Bei den Jugendweltmeisterschaften 2005 in Marrakesch gewann sie Silber im 5000-Meter-Gehen. Im 10.000-Meter-Gehen holte sie Silber bei den Juniorenweltmeisterschaften 2008 in Bydgoszcz und Gold bei den Junioreneuropameisterschaften 2009 in Novi Sad.
2014 siegte sie bei den Europameisterschaften in Zürich im 20-km-Gehen.
Ihre persönliche Bestzeit über diese Distanz von 1:24:47 h stellte sie am 27. Februar 2015 in Sotschi auf.
Nach einem positiven Dopingtest im Juni 2015 wurde sie suspendiert.